# فولفغانغ شميت
فولفغانغ شميت (بالألمانية: Wolfgang Schmidt)‏ (و. 1954  م) هو منافس ألعاب قوى من ألمانيا، وألمانيا الشرقية، ولد في برلين، شارك في الألعاب الأولمبية الصيفية 1980، والألعاب الأولمبية الصيفية 1976.

## روابط خارجية
- فولفغانغ شميت على موقع الاتحاد الدولي لألعاب القوى (الإنجليزية)
- فولفغانغ شميت على موقع اللجنة الأولمبية الدولية (الإنجليزية)
- فولفغانغ شميت على موقع أوليمبيديا (الإنجليزية)